# Листок (газета)
«Листок» — информационно-аналитическая еженедельная газета в Республике Алтай. Учредитель и главный редактор издания — председатель регионального отделения политической партии «ПАРНАС» в Республике Алтай, бывший депутат Государственного собрания республики Сергей Михайлов. Редакция расположена в Горно-Алтайске.
По состоянию на февраль 2021 года, газета являлась самой тиражной в Республике Алтай, выходя тиражом 10000 экземпляров. Тираж ближайшего конкурирующего по этому показателю издания - издаваемой правительством РА газеты "Алтайдын Чолмоны"  при этом составляет 3210 экз.
Известна оппозиционной направленностью, критикой региональных и федеральных властей, что выливается в конфликты с ними.

## История
В начале августа 2014 года сайт издания был заблокирован Роскомнадзором за анонс «Марша за федерализацию Сибири» в Новосибирске. С июня 2016 года сайт издания находится под постоянной блокировкой Роскомнадзора на основании решения Горно-Алтайского городского суда. Формальная причина блокировки — резкие комментарии читателей. Фактическая — конфликт с теперь уже бывшим губернатором Бердниковым. Издание применяет создание зеркал для обхода блокировки.
Накануне Единого дня голосования в сентябре 2014 года в Турочаке было изъяты экземпляры «Листка» из-за компрометирующих материалов на одного из кандидатов в главы региона. По словам Сергея Михайлова, номер газеты содержал статью о главе Республики Алтай Александре Бердникове.
8 августа 2015 года из редакции изъяли все компьютеры в рамках дела о размещении 12 мая 2014 года на сайте газеты ссылки на материал, «содержание которого направлено на возбуждение ненависти и вражды по отношению к русскому населению».
14 мая 2016 года в редакции прошёл обыск в связи с публикацией на сайте издания комментария экстремистского характера. По мнению Сергея Михайлова, речь идёт о комментарии под репортажем о праздновании Дня Победы в Горно-Алтайске, где один из пользователей сайта раскритиковал главу республики Александра Бердникова за то, что тот на 9 мая не вышел поздравить ветеранов, и причиной его отсутствия предположил отдых за границей.
16 мая 2016 года общественные организации Республики Алтай опубликовали обращение в адрес «Листка» с критикой публикации об акции «Бессмертный полк» и призывом извиниться перед ветеранами и участниками акции. Возмущение авторов обращения вызвала следующая фраза: «В стране, где кроме фарса „Бессмертного полка“ с колорадской лентой абсолютно ничего нет — ни экономики, ни медицины, ни образования, ни условий для бизнеса, ни честных выборов, а президент, говорят, вор — не может не быть тотальных сокращений».
В июне 2017 года газета опубликовала расшифровку разговоров Александра Бердникова с блогером Андреем Адариным, в которых глава Республики Алтай критически и с использованием нецензурной лексики высказывался в адрес этнических алтайцев. Публикация вызвала резонанс: в частности, в обращении к президенту РФ одна из общественных организаций региона потребовала отправить Александра Бердникова в отставку. Сам глава Республики Алтай за сказанное впоследствии извинился. В качестве мести за публикацию расшифровки разговора Бердникова с Адариным, власти республики организовали в марте 2018 года задержание учредителя издания Сергея Михайлова в Москве, его доставление в Республику Алтай и административный арест. Впрочем, Бердникову это не помогло — в марте 2019 года он был отправлен в отставку.
В апреле 2022 года Михайлов был направлен в СИЗО по делу о «фейках» про российскую армию, а сам «Листок» и его директора Ольгу Комарову суммарно оштрафовали на 800 тысяч рублей. В начале июня у Комаровой прошел очередной обыск с изъятием ноутбука и телефона. Главный редактор «Листка» Виктор Рау был вынужден покинуть Россию, чтобы обезопасить сотрудников газеты руководство газеты решило доверить ему освещение войны с Украиной. В дальнейшем Рау оштрафовали на 120 тысяч рублей по статье о призывах к санкциям. Выпуск некогда крупнейшей газеты Алтая фактически прекращен, а редакция занялась изданием газеты «Алтайская сорока».